# Bernón de Baume
Bernón de Baume (nacido en Burgundia y fallecido en Cluny, en 927) fue un monje benedictino, primer abad de la Cluny. 
Al parecer era de origen noble e incluso hijo de un tal Odón que habría prestado ayuda a los benedictinos en Glanfeuil 
Vivía en el monasterio de San Martín en Autun donde era abad cuando la restauración de Baume-les-Messieurs. También fundó las abadías de Gigny, Bourg-Dieu y Massay. En el año 894 obtuvo del papa Formoso la exención de la abadía de Gigny y el privilegio de que los mismos monjes eligieran al abad, medidas todas tendientes a una vigorización de la vida monástica. Luego se dedicó a hacer vivir la Regla de san Benito con fidelidad. Esto atrajo numerosos monjes, por lo que las abadías de Gigny y de Baume se hicieron pequeñas.
Tras la construcción de la abadía de Cluny, mandada edificar por Guillermo I de Aquitania (910), fue llamado para dirigir a la comunidad religiosa que allí se instaló. Puso la regla de San Benito según la reforma de Benito de Aniane. Fungió como abad hasta 926 en que renunció en favor de Odón de Cluny.
Su memoria en la Iglesia católica se celebra el 13 de enero.